# Santa Cecília de Senet
Santa Cecília de Senet és l'església parroquial romànica del poble de Senet de Barravés, del terme municipal de Vilaller, a l'Alta Ribagorça. Està situada a la part alta de la població, i té el cementiri al costat. Està protegida com a bé cultural d'interès local.

## Descripció
Església d'una nau amb volta de canó, absis semicircular amb finestra espitllera. Dues capelles laterals, també amb volta, formant un petit creuer. La sagristia és afegida. El campanar de planta quadrada, sota el qual s'hi troba l'accés a migdia per una porta romànica amb pilars formers, que suporten l'arquivolta de mig punt. Aquesta porta és l'element més rellevant de l'església, està protegida per un porxo coberta amb volta de canó i té tres arquivoltes de mig punt de degradació i capitells de decoració geomètrica, molt malmesos per l'erosió. Les cobertes són de llastres de pedra i pissarra del país. El cementiri d'accés és un dels més ben enjardinats de la comarca.
L'absis és cobert amb una volta de quart d'esfera. L'edifici fou molt afectat per reformes sobretot de l'edat moderna i de la contemporània: obertura de capelles laterals, afegiment de la sagristia, etcètera. Tanmateix, té un bon estat de conservació. És de destacar l'aparell constructiu; irregular, però clarament medieval, ben disposat en filades horitzontals, presenta diferents tipus de carreus, alguns d'ells enormes, quasi ciclopis. L'absis presenta l'única finestra que es conserva en tot l'edifici de la construcció romànica: d'una sola esqueixada, s'obre sota un arc de mig punt traçat en un sol bloc de pedra.
Per tal de protegir l'absis d'ensulsiades, fa pocs anys es va construir, a poca distància d'ell, un mur de formigó que enlletgeix la visió global de l'edifici, malgrat la seva evident utilitat. El campanar era exempt, però l'obertura de capelles laterals acabà incorporant-lo a l'església. És quadrat i robust, gairebé sense obertures. Té tres pisos, coronat per una teulada en piràmide, com molts campanars pirinencs. Dessota hi ha la maquinària del rellotge i dues campanes del segle xix.

## Història
Segons LLADANOSA, "no és gens inversemblant que l'església actual sigui l'antiga església monacal de Sant Andreu de Barravés, l'absis, els arcs (lleugerament de ferradura) i l'aparell arquitectònic corresponen a construccions del preromànic. El portal és ja romànic". El conjunt de l'església, malgrat les moltes modificacions posteriors, permet situar-la en el segle xi.